# Darío Capogrosso
Darío Ariel Capogrosso (Buenos Aires, Argentina, 26 de septiembre de 1978) es un futbolista  argentino. Juega de guardameta y está retirado de la actividad profesional.

## Clubes
| Club                | País      | Año       |
| ------------------- | --------- | --------- |
| Platense            | Argentina | 1997-2001 |
| Talleres            | Argentina | 2001-2005 |
| Tigre               | Argentina | 2005-2007 |
| Aldosivi            | Argentina | 2007-2008 |
| Atlético de Rafaela | Argentina | 2008-2009 |
| C.A.I.              | Argentina | 2009-2010 |
| Deportivo Merlo     | Argentina | 2010-2012 |
| Olimpo              | Argentina | 2012-2014 |
| Tristán Suárez      | Argentina | 2014      |
| Temperley           | Argentina | 2014      |